# Miguel Nicolau
Miguel Alberto Nicolau (Corral de Bustos, Provincia de Córdoba, Argentina, 20 de junio de 1946) es un exfutbolista argentino que se desempeñaba en la posición de centrocampista.
Surgido de las inferiores del Club Atlético Boca Juniors. Su posición inicial era la de volante de contención, pero con el correr del tiempo se fue tirando a la defensa a tal punto de convertirse en defensor central.
Sus mayores logros los consiguió en Boca Juniors, al conquistar tres títulos, el más importante de ellos, el Torneo Nacional del año 1969, que enfrentaba al conjunto de la ribera contra su más acérrimo rival, River Plate. El partido se disputó en El Monumental y el encuentro finalizó 2 a 2, de este modo Boca Juniors dio la vuelta olímpica frente a su rival y en su propio estadio.
Tuvo un breve paso por Europa, al integrar las filas del Olympiacos de Grecia. Luego retornó al equipo que lo vio nacer. Disputó un total de 137 partidos, marcando 5 goles
En el año 1976 fue transferido a Gimnasia y Esgrima de La Plata y tuvo un paso por San Lorenzo de Almagro, club donde se retiró en el año 1979.
Fue internacional con la Selección Argentina en dos oportunidades.

## Trayectoria
Oriundo de Corral de Bustos, Provincia de Córdoba, dio sus primeros pasos en el Sporting Club de su ciudad natal, hasta que llegó a formarse en Boca Juniors.
Su posición natural era la de mediocampista, buscando seguir los pasos del mítico Antonio Rattín, pero con el tiempo fue retrasándose en el campo de juego a tal punto de consolidarse como defensor central, puesto que no volvió a soltar en toda su carrera.
Con Boca conquistó 3 títulos, que incluyen dos campeonatos de la Primera División de Argentina y la Copa Argentina en su edición de 1969.

## Clubes
| Club         | País      | Año         |
| ------------ | --------- | ----------- |
| Boca Juniors | Argentina | 1963 - 1972 |
| Olympiacos   | Grecia    | 1972 - 1973 |
| Boca Juniors | Argentina | 1974 - 1975 |
| Gimnasia LP  | Argentina | 1976 - 1977 |
| San Lorenzo  | Argentina | 1978 - 1980 |

## Palmarés

### Campeonatos nacionales
| Título           | Club         | País      | Año    |
| ---------------- | ------------ | --------- | ------ |
| Primera División | Boca Juniors | Argentina | N-1969 |
| Copa Argentina   | Boca Juniors | Argentina | 1969   |
| Primera División | Boca Juniors | Argentina | N-1970 |